# Río Matola
El río Matola es un curso de agua ubicado en la provincia de Maputo, en el estado africano de Mozambique.
Tiene una longitud de 60 kilómetros y desemboca en el estuario de Espíritu Santo, a orillas del cual se construyó la ciudad y el puerto de Maputo.
Antiguamente el río se denominaba Espíritu Santo (en portugués: Espírito Santo), lo que dio origen al nombre del estuario que comparte con otros tres ríos: el Tembe, el Umbeluzi, y el Infulene.